# Миколайчик, Станислав
Стани́слав Микола́йчик (пол. Stanisław Mikołajczyk; 18 июля 1901, Дорстен, Провинция Вестфалия, Королевство Пруссия, Германская империя — 13 декабря 1966, Вашингтон, Соединённые Штаты Америки) — польский государственный и политический деятель, премьер-министр правительства Польши в изгнании в 1943—1944 годах.

## Ранние годы
Родился на территории Германии. В 1911 году вместе с семьёй переехал в Западную Польшу. В 1918 году вступил в Войско Польское рядовым, принимал участие в Великопольском восстании и Советско-польской войне. В 1920—1931 годах член Польской крестьянской партии «Пяст». В 1930—1935 годах депутат Сейма сначала от партии «Пяст», а потом от её политической преемницы — Крестьянской партии. С 1935 года вице-председатель Исполнительного комитета Крестьянской партии, с 1937 года президент Крестьянской партии.

## В эмиграционном правительстве
В сентябре 1939 года, после вторжения в Польшу немецких войск, участвовал в обороне Варшавы, потом уехал в Венгрию, был интернирован, однако затем освобождён. Был в эмиграции во Франции, затем в Великобритании, где был членом Польского национального совета в эмиграции, в 1940—1943 годах был вице-премьером в правительстве Сикорского. После гибели Сикорского в июле 1943 года стал премьер-министром правительства Польши в изгнании. Миколайчику не удалось найти взаимопонимания с Советским Союзом в вопросах послевоенного устройства Польши. Сталин уже с апреля 1943 года не признавал польское эмиграционное правительство, и не был согласен с позицией поляков по восточной границе Польши. Миколайчик выступал за восстановление довоенной границы измененной в результате односторонних действий СССР в соответствии с пакта Молотова — Риббентропа.

Союзники не поддержали Миколайчика. На Московской конференции стало ясно, что никто из союзников не поддерживает позицию правительства Миколайчика, после конференции Черчилль предъявил Миколайчику ультиматум с требованием признать Линию Керзона в течение 48 часов.  Всё это вынудило его в ноябре 1944 года передать свой пост Томашу Арцишевскому.

## Послевоенные годы
В июне 1945 года Миколайчик вернулся в Польшу, где вошёл в состав Временного правительства национального единства в качестве второго заместителя премьер-министра и министра земледелия. Из своих сторонников, вышедших из Крестьянской партии, создал  Польскую народную партию (ПНП, пол. Polskie Stronnictwo Ludowe, PSL).  
С декабря 1945 года Миколайчик установил прямой контакт с подпольной антикоммунистической организацией «Свобода и Независимость». 
Вскоре после поражения ПНП на выборах 1947 года Миколайчик обратился в посольство США с просьбой помочь тайно покинуть страну (17 октября 1947 года), получил согласие американского посла и содействие поверенного в делах Великобритании. 20 октября грузовик английского посольства доставил его в Гдыню, откуда 21 октября он покинул Польшу с помощью офицера британской секретной службы и морем прибыл в Лондон, после чего перебрался в США. Там он до самой смерти был активным деятелем Польского национально-демократического комитета. Миколайчик не стал лидером эмигрантов, а через несколько лет после приезда на Запад даже рассорился со своими бывшими коллегами, оставаясь политически изолированным.